# Alípio, o Estilita
Alípio, o Estilita foi um santo asceta e estilita do século VII.

## Vida e obras
Alípio nasceu em Adrianópolis, na Paflagônia, no reinado do imperador Heráclio (r. 610–641). Aos três anos, seu pai faleceu e sua mãe o deixou aos cuidados do bispo Teodoro para estudar literatura sacra e servir a Igreja. Sua capacidade e piedade levaram à nomeação dele como mordomo da Igreja e a ordenação como diácono quando atingiu a idade canônica. Ao cumprir com diligência os seus ofícios, decidiu doar seus bens aos pobres e partir à Terra Santa para abraçar a vida monástica. Partiu em segredo para não ser impedido pelo bispo e a população, mas não conseguiu ir além de Euceta, pois Teodoro o interceptou e convenceu a voltar. Em consolo, teve a visão de Belém, Jerusalém, Nazaré e Gólgota. Ao voltar, foi levado por uma visão a um lugar com uma fonte de água, numa montanha árida, onde dedicou uma capela e construiu uma cela. Para obrigá-lo a voltar à cidade, contudo, o bispo bloqueou a fonte.
Depois, se fixou num local supostamente assombrado por demônios, cheio de túmulos antigos e santuários pagãos abandonados. Ao perceber um pilar encimado pela estátua duma quimera, voltou à cidade para buscar uma cruz e ferramentas que utilizou para derrubá-la e substitui-la pelo símbolo cristão. Mais tarde, seguiu o bispo até a capital imperial de Constantinopla. Ao chegaram na Calcedônia, o bispo seguiu viagem e Alípio ficou. Ao dormir no oratório de Santa Bassa, teve uma visão de Santa Eufêmia, que ordenou que voltasse para casa, onde devia construir uma capela no lugar por ela indicado. Por não possuir bens próprios, os seus amigos providenciaram os recursos à edificação. À época, com cerca de 30 anos, Alípio se retirou para uma cela estreita próxima da capela, onde permaneceu dois anos orando, jejuando e fazendo vigílias.
Rapidamente espalharam-se as notícias de sua presença e muitos fieis o visitaram buscando bênçãos. Embora satisfeito em ajudá-los, pensava que estas visitas eram distrações à sua vida ascética. Por este motivo, decidiu viver sobre um pilar próxima da capela que erigiu. Por ter espaço muito pequeno, não era possível sentar ou deitar, e Alípio permaneceu por 53 anos de pé, apenas protegido por um tosco telhado de madeira. É relatado que foi molestado rotineiramente por demônios que queriam impedir seu progresso, mas por sua fé inabalável conseguiu vencê-los. Multidões se aglutinavam para vê-lo e pedir sua intercessão. Duas mulheres, Eufêmia e Éubula, se tornariam abadessas da capela. Algum tempo depois, Alípio fundou um mosteiro do outro lado do pilar para os homens que queriam segui-lo. Supostamente recebeu o dom da profecia, curou doentes, reconciliou inimigos e deu instrumentos de sabedoria divina, diretamente e por carta. Ao fim de 53 anos, sofreu de paralisia e seus pés cederam. Pelos 14 anos restantes de sua vida, ficou deitado de lado, quase imóvel. Também sofria com uma úlcera. Teria falecido, aos 99 anos, e seu corpo foi venerado. Foi dito que um possesso foi curado perante seu corpo. É celebrado como santo no dia 26 de novembro.